# توماس لارسون (لاعب كرة قدم)
توماس لارسون (بالسويدية: Thomas Larsson)‏ هو لاعب كرة قدم سويدي، ولد في 1955 في نورشوبينغ في السويد. لعب مع نادي أورغريته.

## وصلات خارجية
- توماس لارسون (لاعب كرة قدم) على موقع اتحاد السويد (السويدية)
- توماس لارسون (لاعب كرة قدم) على موقع قاعدة بيانات كرة القدم.إي يو (الإنجليزية)
- توماس لارسون (لاعب كرة قدم) على موقع ناشيونال فوتبول تيمز (الإنجليزية)